# جورج يونغ (لاعب كرة قدم أمريكية)
جورج يونغ (بالإنجليزية: George Young)‏ هو لاعب كرة قدم أمريكية أمريكي، ولد في 10 مايو 1924 في ويلكس بار في الولايات المتحدة، وتوفي في 21 سبتمبر 1969 في شيكاغو في الولايات المتحدة.

## وصلات خارجية
- جورج يونغ على موقع مرجع كرة القدم المحترفة.كوم (الإنجليزية)